# Nikita Ryżow
Nikita Siemionowicz Ryżow (ros. Никита Семёнович Рыжов, ur. 8 czerwca 1907 we wsi Filippowo w guberni kałuskiej, zm. 12 kwietnia 1996 w Moskwie) – radziecki polityk i dyplomata.

## Życiorys
Od 1928 członek WKP(b), 1929-1932 studiował w Moskiewskim Instytucie Tekstylnym, później był zastępcą dyrektora i dyrektorem szkoły i pracownikiem trustu tekstylnego, 1938-1940 studiował w Moskiewskiej Akademii Przemysłowej. 1940-1941 dyrektor fabryki przędzalniczo-tkackiej w Pawłowskim Posadzie, 1941 dyrektor kombinatu tekstylnego w Taszkencie, 1941-1942 sekretarz Komitetu Obwodowego Komunistycznej Partii (bolszewików) Uzbekistanu w Taszkencie, 1942-1944 ponownie dyrektor kombinatu tekstylnego w Taszkencie. Od 1944 do 11 stycznia 1949 ludowy komisarz/minister przemysłu tekstylnego RFSRR, od 11 stycznia 1949 do października 1950 minister przemysłu lekkiego RFSRR, 1950-1953 I zastępca ministra przemysłu lekkiego ZSRR, 1953 I zastępca ministra przemysłu lekkiego i spożywczego ZSRR. Od 1953 do 23 lutego 1954 I zastępca ministra, a od 23 lutego 1954 do 22 września 1955 minister przemysłu towarów szerokiego zapotrzebowania ZSRR, od 22 września 1955 do 31 maja 1956 minister przemysłu tekstylnego ZSRR, od 31 maja 1956 do 23 lutego 1957 minister przemysłu lekkiego ZSRR. Od 24 lutego 1957 do 19 maja 1966 ambasador nadzwyczajny i pełnomocny ZSRR w Turcji, od 8 kwietnia 1966 do 25 lutego 1986 członek Centralnej Komisji Rewizyjnej KPZR, od 21 maja 1966 do 21 lutego 1980 ambasador nadzwyczajny i pełnomocny ZSRR we Włoszech, od lutego 1980 do lutego 1980 wiceminister spraw zagranicznych ZSRR, następnie na emeryturze. Pochowany na Cmentarzu Kuncewskim w Moskwie.

## Odznaczenia
- Order Lenina (dwukrotnie)
- Order Rewolucji Październikowej
- Order Czerwonego Sztandaru Pracy